# Lovesong (film)
Pour les articles homonymes, voir Love Song.
Pour plus de détails, voir Fiche technique et Distribution.
Lovesong est un film dramatique américain réalisé par So Yong Kim, co-écrit avec Bradley Rust Gray et sorti en 2016 au festival du film de Sundance où le film a concouru dans la catégorie US Dramatic Competition.

## Synopsis
Sarah est une jeune mère qui se sent abandonnée par son mari constamment en voyage pour le travail. Lorsque Mindy, une ancienne amie, lui rend visite, elles décident de faire un voyage en voiture. Sous l'influence de l'alcool, leurs sentiments réciproques se dévoilent. Sarah hésite entre ses sentiments pour son mari ou pour Mindy et celle-ci avorte le voyage afin de rentrer chez elle à New-York. Trois ans plus tard, les deux femmes se revoient à nouveau lors du mariage de Mindy et Sarah doit maintenant faire face à la réalité de ses sentiments.

## Distribution
- Jena Malone : Mindy
- Riley Keough : Sarah
- Brooklyn Decker : Lily
- Ryan Eggold : Leif
- Rosanna Arquette : Eleanor
- Amy Seimetz : Chloe
- Marshall Chapman : Jessica
- Jessie Ok Gray : Jessie (âgée de 3 ans)
- Sky Ok Gray : Jessie (âgée de 6 ans)
- Cary Joji Fukunaga : Dean
- Juliet Fitzpatrick : Juliet
- Neal Huff : Neal
- William Tyler : William
- Rick Duvall : ministre
- Karen Kaforey : propriétaire de la boutique de mariage
- Justin Tarrents : effeuilleur